# Nectandra cissiflora
Nectandra cissiflora är en lagerväxtart som beskrevs av Christian Gottfried Daniel Nees von Esenbeck. Nectandra cissiflora ingår i släktet Nectandra och familjen lagerväxter. Inga underarter finns listade i Catalogue of Life.